# Aleksandrova palača
Aleksandrova palača (rusko: Александровский дворец) je nekdanja carska rezidenca v bližini mesta Carsko selo, na planoti približno 30 kilometrov južno Sankt Peterburga. Znano je kot najljubša rezidenca zadnjega ruskega carja, Nikolaja II. (1868–1818, vladal 1894–1917) in njegove družine in je služil kot zapor po prvi od dveh ruskih revolucij februarja 1917, in ki so v prvi svetovni vojni (1914–1918) strmoglavile Romanove. Aleksandrova palača stoji v Aleksandrovem parku, nedaleč od večje, bolj izpopolnjene Katarinine palače, ki jo je leta 1717 začela graditi ruska carica Katarina I., znatno pa jo je razširila Katarina Velika. Danes je v prenovi kot državni muzejski relikviarij nekdanje carske dinastije.

## Gradnja v času Katarine Velike
Aleksandrovo palačo je naročila razširiti carica Katarina II. (Katarina Velika) (1729–1796, kraljevala 1762–1796), v bližini Katarinine palače za svojega najljubšega vnuka, velikega kneza Aleksandra Pavloviča, bodočega carja Aleksandra I. (1777–1825, vladal 1801–1825) ob poroki leta 1793 z veliko vojvodinjo Elizabeto Aleksejevno, rojeno princeso Luise Marie Augusta iz Badna.
Neoklasicistični objekt je načrtoval Giacomo Quarenghi, zgrajen pa je bil med letoma 1792 in 1796. Velja da se je arhitekt odlično izkazal pri ustvarjanju mojstrovine. Četrt stoletja pozneje je leta 1821 sin arhitekta napisal:
Elegantno stavbo, ki gleda na čudovit nov vrt ... v Carskem selu, je moj oče zasnoval in zgradil na prošnjo Katarine II. kot poletno rezidenco mladega velikega kneza Aleksandra, našega današnjega gospoda. V skladu z avgustovskim statusom osebe, za katero je bila palača zasnovana, jo je arhitekt oblikoval z največjo preprostostjo in združil funkcionalnost z lepoto. Dostojanstvena fasada, harmonične razsežnosti in zmerna ornamentika ... se kažejo tudi v notranjosti ..., ne da bi s tem ogrožali udobje pri prizadevanju za veličastnost in eleganco.

## Dom velikega vojvode Aleksandra Pavloviča in Elizabete Aleksejevne
Aleksander je palačo uporabljal kot poletno rezidenco, ko sta vladala babica in oče Pavel. Ko je postal car, se je odločil prebivati v veliko večji bližnji Katarinini palači.

## Pod Nikolajem I.
Aleksander I. je palačo dal v uporabo svojemu bratu, bodočemu Nikolaju I., za poletno rezidenco. Od takrat naprej je bila to poletna rezidenca dediča prestola. Od leta 1830 do 1850 je bila izvedena obsežna prenova po zamislih D. Cerfolio, A. Thona, D. Jefimova, A. Stakenschneiderja in drugih v skladu s hitro spreminjajočimi se okusi. Videz formalnih in zasebnih prostorov palače v času Nikolajeve vladavine lahko vidimo v izvrstnih akvarelih E. Haua, I. Premazzija in I. Volskija od 1840 do 1860. V tem času je bila zgrajena znamenita Gorska dvorana, ki je imela vgrajen tobogan za otroke Nikolaja I. On in njegova družina so živeli v palači od zgodnje pomladi do konca maja in se po krajšem obdobju na Krasnem selu med manevri vrnili v palačo, da bi tam preživeli čas do pozne jeseni. Leta 1842 je carski par svojo srebrno obletnico poroke proslavil z nizom slavij, vključno s srednjeveškim turnirjem v kostumih. Dve leti pozneje je družina žalovala ob smrti Nikolajeve hčere velike kneginje Aleksandre (1825–1844), ki se je rodila v palači in tam živela zadnje mesece svojega življenja. 19. oktobra 1860 je v palači umrla tudi carica Aleksandra Feodorovna (Charlotte Pruska).

## Pod Aleksandrom III. in Marijo Feodorovno
Aleksander III. Ruski in njegova na danskem rojena žena Marija Feodorovna (Dagmar Danska) sta imela svoje stanovanje v desnem ali zahodnem krilu palače v bližini vrtov. Pred svojim prihodom na carski prestol je Marija v Aleksandrovi palači rodila njunega najstarejšega otroka, bodočega Nikolaja II.. Takratni carjevič Aleksander je v svoj dnevnik zapisal pomemben dogodek rojstva prvega otroka.
Okoli 12.30 je moja žena prišla v spalnico in legla na kavč, kjer je bilo vse pripravljeno. Bolečine so postajale močnejše in močnejše in Minny je zelo trpela. Očka ... pomagal mi je ves čas držati drago. Končno je ob 2.30 prišla zadnja minuta in nenadoma se je vse njeno trpljenje ustavilo. Bog nam je poslal sina, ki smo ga poimenovali Nikolaj. Kakšno veselje je bilo! Nemogoče si je predstavljati. Vrgel sem se v objem svoje drage žene in ta je takoj postala vesela. Jaz sem jokal kot otrok, a nenadoma je moje srce postalo lahkotno in veselo.}}
Celotna cesarska družina je bila prisotna ob rojstvu prvega otroka Aleksandra in Marije.
Po smrti Aleksandra III. je Marija Feodorovna ostala v palači v svojih sobah, medtem ko je obiskovala sina (carja Nikolaja II.) in snaho (Aleksandro Feodorovno).

## Pod Nikolajem II. in Aleksandro Feodorovno
Palača je najbolj znana po vlogi, ki jo je odigrala v času zadnjega carja Nikolaja II. On in njegova žena Aleksandra Feodorovna sta palačo vedno ljubila in se odločila, da je, po dogodkih Krvave nedelje, zaradi katere je Zimski dvorec zanje postal nevaren, postala stalno bivališče. Preuredili so nekdanjo dvonadstropno dvorano v Javorjevo sobo in nov kabinet ter v nadstropju dodali sobe za svoje otroke. Na grozo dvora sta Aleksandra in njen arhitekt Meltzer izbrala takrat moderni slog dekoracije, Jugendstil ali Art nouveau, ki ga je aristokracija štela za 'srednji razred' in manj kot 'carski'. Ena izmed teh najbolj znanih sob je Aleksandrina Slezenasta soba.
V času vladavine Nikolaja II. je bila palača ožičena z elektriko in opremljena s telefonskim sistemom. Leta 1899 so postavili hidravlično dvigalo, ki je povezalo carjev apartma z otroškimi sobami v drugem nadstropju. Poleg tega so s pojavom filmov v polkrožni dvorani postavili projekcijsko kabino za prikazovanje filmov.
Med nevihtnimi leti vojne in revolucije so monumentalne stene Aleksandrove palače varovale carsko družino pred zunanjim svetom. Pierre Gilliard, učitelj sina Nikolaja II., je imel prost dostop do tega notranjega svetišča. V svojih spominih je učitelj pozneje opisal, da je bilo družinsko življenje v Carskem selu manj formalno kot v drugih bivališčih. Razen nekaj izjem dvor ni prebival v palači. Carska družina bi se neuradno zbrala za mizo ob obrokih brez spremljevalcev, razen če bi jih obiskali sorodniki.

## Romanovi v hišnem zaporu
Nikolaj II. je odstopil s prestola 2. marca 1917. Trinajst dni pozneje se je vrnil v Aleksandrovo palačo ne kot ruski car, temveč kot polkovnik Romanov. Carska družina je bila zdaj v hišnem priporu in zaprta v nekaj prostorov palače, varoval jih je stražar s fiksnim bajonetom. Režim njihovega ujetništva, ki ga je izdelal sam Aleksander Kerenski, je predvideval stroge omejitve: izolacijo od zunanjega sveta, stražo med njihovimi sprehodi v parku, prepoved kakršnih koli stikov in dopisovanja razen odobrenih pisem.
Zaradi vse bolj negotovih razmer v Sankt Peterburgu se je vodja začasne vlade Aleksander Kerenski odločil, da bo družino Romanov iz palače preselil v notranje izgnanstvo v Tobolsk v daljni Sibiriji. V zaporu so bili pozvani v zloglasno Petropavlovsko trdnjavo v Sankt Peterburgu. Da bi se temu izognili je družino zjutraj 1. avgusta 1917 odpeljal vlak. Nikoli se niso vrnili.

## Po Romanovih
Kmalu po odhodu Romanovih v Sibirijo je bil znotraj Aleksandrove palače ustanovljen muzej. Deloval je do začetka druge svetovne vojne. Na začetku vojne je bilo najdragocenejše pohištvo evakuirano v notranjost države. Preostali deli zbirke so bili skriti v kleti.

## Nacistična okupacija v drugi svetovni vojni
Med nacistično nemško okupacijo so palačo uporabljali kot poveljstvo nemškega vojaškega poveljstva. Območje pred palačo je bilo spremenjeno v pokopališče za vojake SS. Umetniško in zgodovinsko edinstvene zbirke so bile delno uničene. Ko so nacistične nemške sile zapuščale Sovjetsko zvezo, so številne nekdanje carske palače uničili. Aleksandrovi palači je bilo prizaneseno.

## Po vojni
Po izgonu nemških sil je bila palača uporabljena kot depo za umetniška dela, ki so se vračala v to območje. Sosednja Katarinina palača je bila oropana in večinoma uničena. Nekaj časa je bilo načrtovano obnoviti notranjost Aleksandrove palače, vendar je bila ta odločitev razveljavljena. Ker je sovjetski režim odvračal zanimanje za Nikolaja II. in njegovo družino, je bilo tudi zanimanje za palačo, ki je bila njihova rezidenca ustrezno manjše. Nov načrt je bil ustanoviti muzej Puškinu. Z izjemo močno poškodovane Sprejemnice in Novega kabineta so bile zasebne sobe cesarske družine spremenjene v navadne razstavne dvorane. Načrt muzeja so nato odložili, palačo pa predali sovjetski mornarici. Veliko nekdanjih zbirk je še vedno obstajalo, vendar so jih premestili v druge muzeje, kot je Pavlovska palača. Aleksandrova palača je bila videti le nekaj več kot le izboljšava čudovitega Aleksandrovega parka.

## Sodobnost
Ko se je izkazalo, da namerava sovjetska mornarica izprazniti kompleks, je bila Aleksandrova palača leta 1996 vključena v World Monuments Watch pri World Monuments Fund (WMF). Istega leta je WMF s finančnimi sredstvi American Express pomagal pri nujnih obnovah strehe nad levim krilom palače Nikolaja II., ki je obsegala približno eno tretjino celotne strešne zgradbe stavbe.
Poleti 1997 so odprli stalno razstavo, posvečeno carski družini. Nekateri elementi Sprejemnice, kabineta Nikolaja II. in risalnica Aleksandre Feodorovne so bili poustvarjeni za ozadje razstav zgodovinskih noš, orožja in predmetov uporabne umetnosti. V prvotni položaj je bil vrnjen portret Aleksandre Feodorovne, delo Friedricha von Kaulbacha. Na ogled so bila oblačila, ki jih je nosila zadnja carska družina in uniforme, povezane z dvorom carja Nikolaja II. Velik del teh oblačil je preživel samo zato, ker so jih v drugi svetovni vojni evakuirali v palačo za plemenite predmete.
Leta 2010 so bile po delni obnovi ponovno odprte tri največje javne sobe v srednjem krilu: polkrožna dvorana, portretna dvorana in risalnica iz marmorja. Kljub največjim naporom kustosov, omejena sredstva za restavriranje, razpršene zbirke in odsotnost palm in rož - iz izginulih carskih vročih sob, ki so nekoč bujno krasile več sob, je pomenilo, da so bile predstavitve nekoliko skromne in različne kakovosti.
Leta 2014 je ruska vlada končno dodelila pomembna sredstva za popolnejšo in verodostojnejšo obnovo stanovanja carske družine. Ta je vključevala Javorjevo sobo in slavno Aleksandrino Slezenasto sobo. Septembra 2015 je bila palača zaprta za javnost za ta večji večletni projekt.
- Majhen model palače, avtorja Carla Fabergéja
- Ena zadnjih fotografij Nikolaja II., Ki ga prikazuje v carskem selu po njegovi abdikaciji marca 1917
- Portret carice Aleksandre Feodorovne, 1907, avtor Nikolaj Bodarevski
- Polkrožna dvorana po obnovi leta 2010